# Кежмарок

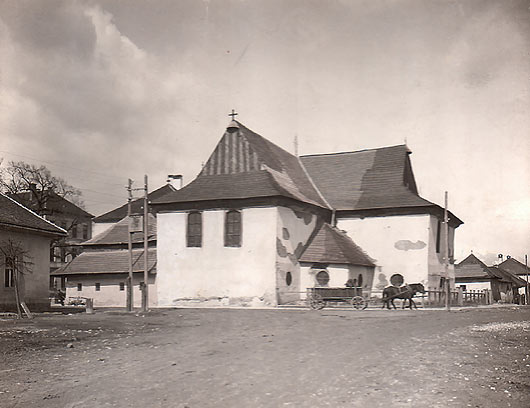
Протестантський дерев'яний костел занесений до списку ЮНЕСКО

Кежмарок (словац. Kežmarok) — місто в Словаччині, Кежмарському окрузі Пряшівського краю. Розташоване в східній частині Словаччини під Високими Татрами, на автошляху Попрад- Стара Любовня. У 2008 році місцевий протестантський дерев'яний костел з 1717 р. занесено до списку ЮНЕСКО.

## Географія
Протікають річки Любіца і Златна.

## Історія
Вперше згадується в 1251 році.

## Цікаві Факти
Прапор Кежмарку-Синьо-жовтий, подібний до прапору України.
В Кежмарку на центральній площі існує клітка в яку чоловіки садили своїх жінок за різні провини.

## Пам'ятки культури
Історичний центр міста завдяки багатьом утримуваним куьтурним пам'яткам має середньовічний характер і становить міську пам'яткову резервацію — заповідник.
- пізньоготичний замок та міська фортеця з 15. ст.
- ратуша в стилі класицизму з 1461 р., перебудована в 1799 р.
- протестантський ліцей з біблотекою, у якій знаходиться більш ніж 150 000 історичних книг, серед яких є унікальні екземпляри
- редута з міською бібліотекою

### Храми
- протестантський артикулярний дерев'яний костел найсвятішої Трійці з 1717 р., занесений до списку ЮНЕСКО.
- пізньоготичний римо-католицький костел св. Хреста з 1444—1498 рр., тзв. «базиліка мінор»
- римо-католицький костел з 1772 р.
- новий протестантський костел з 1879—1892 рр. у маурському стилі, пам'ятка культури національного значення

Також в Кежмарку існує греко-католицька церква, побудована за сприяння українців.

## Спорт
- хокейний клуб «МХК Кежмарок» виступає у 1-ій хокейній лізі Словаччини, колишній учасник Словацької Екстраліги

## Населення
| Рік:            | 1994.  | 2004.   | 2014.   | 2024.   |
| --------------- | ------ | ------- | ------- | ------- |
| Кількість осіб: | 17 796 | 17 179  | 16 636  | 15 145  |
| Різниця:        |        | -3,46 % | -3,16 % | -8,96 % |

| Рік:            | 2023.  | 2024.   |
| --------------- | ------ | ------- |
| Кількість осіб: | 15 238 | 15 145  |
| Різниця:        |        | -0,61 % |

У місті проживає 17 013 чол.
Національний склад населення (за даними останнього перепису населення — 2001 року):
- словаки — 95,21 %
- цигани (роми) — 1,59 %
- чехи — 0,83 %
- німці — 0,43 %
- поляки — 0,25 %
- угорці — 0,15 %
- русини — 0,10 %
- українці — 0,08 %

Склад населення за приналежністю до релігії станом на 2001 рік:
- римо-католики — 77,50 %,
- протестанти (еванєлики) — 4,82 %,
- греко-католики — 2,63 %,
- православні — 0,40 %,
- не вважають себе віруючими або не належать до жодної вищезгаданої церкви — 14,02 %

## Відомі постаті
- Імре Текелі — вождь антигабсбурського повстання, «король Верхньої Угорщини та Трансільванії»
- Любош Бартечко- словацький хокеїст
- Беата Косцелецька — вдова князя Іллі Острозького, була похована у місцевому костелі[8]